# Orde van de zegevierende Prins Syed Putra Jamal ul-Lail
De "Meest Geachte Perlisiaanse Orde van de zegevierende Prins Syed Putra Jamal ul-Lail", die in het Maleis "Darjah Baginda Tuanku Syed Putra Jamalullail Yang Amat di-Hormati" genoemd wordt, werd in 1995 ingesteld door Sultan Raja Syed Putra van Perlis. 

## De orde heeft drie graden
- Ridder-Grootcommandeur of Dato' Sri Setia draagt een lange keten met 26 gouden schakels, grootlint en ster van de orde. Hij mag de letters SSPJ achter zijn naam voeren.
- Ridder Commandeur of Dato' Setia draagt om de hals de ster en ook op de borst een ster van de orde. Hij mag de letters DSPJ achter zijn naam voeren.
- Commandeur of Dato Panglima draagt de ster van de orde aan een lint om de hals en mag de letters DPPJ achter de naam voeren.

Het lint is saffraangeel met twee brede groene middenstrepen. Zoals in een islamitisch land te verwachten is, zijn de sterren en kleinoden allen "bintangs" of sterren. Een kruis zou niet op zijn plaats zijn.
De versierselen en inrichting van de orde volgen het voorbeeld van de Britse Orde van Sint-Michaël en Sint-George die vaak aan de sultans van Perlis en hun kroonprinsen werd toegekend.